# Jimmy Ashall
James „Jimmy“ Ashall (* 13. Dezember 1933 in Temple Normanton) ist ein ehemaliger englischer Fußballspieler.

## Karriere
Ashall wurde als Spieler bei den Hasland Old Boys im Doe Lea Valley in der lokalen Chesterfield & District Youth League entdeckt und nach einem einmonatigen Probetraining 17-jährig im Oktober 1951 von Leeds United verpflichtet. Seine Fußballkarriere musste anschließend wegen des Ableisten seines Militärdienstes bei den Green Howards einige Zeit pausieren, seine ersten sechs Pflichtspiele für die erste Mannschaft von Leeds absolvierte er in der Zweitligasaison 1955/56, die Leeds mit dem Aufstieg als Tabellenzweiter abschloss. Zuvor hatte er bereits im Reserveteam einige Spielzeiten exzellente Leistungen gezeigt. Einsätze waren für Ashall in der Folge auch in der First Division weiterhin rar, was auch an der Konstanz der beiden gesetzten Verteidiger Jimmy Dunn und Grenville Hair lag. Erst als Dunn zu Beginn der Saison 1958/59 längere Zeit verletzt ausfiel, rückte Ashall als rechter Verteidiger in die Stammmannschaft und bildete für zwei Spielzeiten mit Hair das Verteidigerpaar, wobei das Team in der Spielzeit 1959/60 als Tabellenvorletzter den Klassenerhalt verpasste.
Nach vier Einsätzen zu Beginn der Zweitligasaison 1960/61 spielte er in den Planungen von Trainer Jack Taylor keine Rolle mehr und wurde ebenso wie seine Mitspieler Jackie McGugan, John Kilford und Ted Burgin im Oktober 1960 auf die Transferliste gesetzt. Auch die Übernahme des Trainerpostens durch Don Revie im März 1961, der die erfolgreichste Phase in der Vereinsgeschichte von Leeds United prägen sollte, änderte daran nichts mehr; in der Sommerpause wechselte er nach 89 Liga- und zwei FA-Cup-Auftritten zum FC Weymouth in die Southern League. Bei Weymouth bestritt er bis 1964 79 Pflichtspiele ohne Torerfolg, seine Laufbahn setzte er anschließend bei Gloucester City fort, wo er bis 1968 in 174 Pflichtspielen zwei Tore erzielte und in der Saison 1966/67 Mannschaftskapitän war.